# ریچارد بب
ریچارد بب (انگلیسی: Richard Bebb؛ ۱۲ ژانویه ۱۹۲۷ – ۱۲ آوریل ۲۰۰۶) بازیگر اهل بریتانیا بود.
از فیلم‌ها یا مجموعه‌های تلویزیونی که وی در آن‌ها نقش داشته‌است، می‌توان به شاه رالف، پاپ ژوان و پوآرو اشاره نمود.